# Пескассероли
Пескассероли (итал. Pescasseroli) — коммуна в Италии, расположена в регионе Абруццо, подчиняется административному центру Л’Акуила.
Население составляет 2225 человек (на 2005 г.), плотность населения составляет 24,09 чел./км². Занимает площадь 92,35 км². Почтовый индекс — 67032. Телефонный код — 0863.
Покровителями коммуны почитаются святые апостолы Пётр и Павел. Праздник ежегодно празднуется 30 июня.
В коммуне расположена штаб-квартира национального парка Абруццо, Лацио и Молизе.